# Iriati
Nome fantasioso di un popolo che avrebbe abitato la zona della romana Iria (l'attuale Voghera), il cui nome deriva piuttosto da quello di un fiume omonimo, probabilmente l'attuale Staffora. 
Il nome Iriati deriva dall'arbitraria correzione, effettuata dagli eruditi del passato, di Iluates che si trova in Livio:
(Tito Livio, Ab Urbe condita libri (XXXI,10))
(Tito Livio, Ab Urbe condita libri (XXXII,29))
(Tito Livio, Ab Urbe condita libri (XXXII,31))
L'associazione tra questo popolo e Voghera deriva dal fatto che nel secondo e terzo passo citati si parla di Clastidium, cioè Casteggio, che è presso Voghera. Per un analogo motivo lo storico pavese Bernardo Sacco, credendo di poter collegare questi Iluati con Litubium citato nel secondo passo, correggeva a sua volta il nome come Lituates.
Leggendo questi brani si capisce che gli Iluati non avevano nulla a che fare con Casteggio (nel secondo passo, Casteggio si era arresa, gli Iluati e i Boi no). Gli Iluati invero non erano necessariamente presso Casteggio; verosimilmente potevano essere (visto che sono collegati spesso con i Boi) sugli Appennini emiliani, laddove potevano molto meglio resistere ai Romani.
Il territorio attorno a Voghera, d'altra parte, apparteneva molto probabilmente ai Marici.

## Leggende e storia locale
Senza citare fonti, il canonico Manfredi racconta abbastanza dettagliatamente usi e costumi del popolo degli Iriati (di origine ligure): diviso in tribù, avrebbe abitato prevalentemente in collina, per avere una posizione di vantaggio strategico contro Celti e Romani dai quali si difendeva con fortini e castelli di legno. 
Sempre secondo Manfredi, la loro religione venerava, come molti dei culti dell'epoca, gli elementi naturali, quali l'acqua, l'aria, la terra e il fuoco; era inoltre loro usanza porre dolmen e menhir, statue raffiguranti uomini o donne, vicino alle tombe dei cari per onorarli. Nessun ritrovamento archeologico e nessuna fonte possono però rendere attendibili queste e altre affermazioni analoghe, incluse quelle che cercano di ricollegare il popolo degli Iriati alle vicende della seconda guerra punica.
Anzi, l'analisi dei ritrovamenti archeologici locali ha sino ad ora confermato la presenza di popolazioni fortemente celtizzate piuttosto che liguri.

Di questi liguri, poi, si dice che anche se di costituzione robusta, che valse loro il detto in uso tra i popoli italici: “Gracile Ligure valere più che fortissimo Gallo”, conducessero una vita povera basata sulla caccia e la raccolta ipoiché non conoscevano le arti agricole ntrodotte con l'arrivo dei coloni greci. Questa propensione a una vita non agevole come quella dei Romani, avrebbe fatto sì che questi ultimi definissero le tribù liguri con la perifrasi “Ligus adsiduus malus”.

Inoltre, come ricorda Tozzi, le fonti epigrafiche ricordano la Voghera di età romana come Forum Iulii Iriensium, il che riconduce alla presenza di una popolazione identificata come Irienses, piuttosto che come Iriati.